# Ornithomya avicularia
Espèce
Ornithomya avicularia est une espèce d’insecte diptère piqueur, de la famille des Hippoboscidae. 